# Provincia di Ilocos Norte
Ilocos Norte è una provincia della regione di Ilocos, nell'isola di Luzon, all'estremità settentrionale delle Filippine.
Il suo capoluogo è Laoag.
È la provincia che ha dato i natali a Ferdinand Marcos, presidente delle Filippine dal 1965 al 1986, e il cui partito politico "New Society Movement", qui ha ancora un discreto seguito. L'attuale governatore è Matthew Marcos Manotoc eletto nel 2019.

## Geografia fisica
Posta nell'estremo nord-occidentale dell'isola di Luzon, è bagnata dal Mar Cinese Meridionale lungo la costa occidentale e settentrionale. Ad est confina con la provincia di Cagayan sulla parte costiera e con quella di Apayao nella parte interna. A sud confina con Abra nell'interno, e Ilocos Sur sulla costa.

## Geografia antropica

### Suddivisioni amministrative
La provincia comprende 2 città e 21 municipalità.

#### Città
- Laoag
- Batac

#### Municipalità
| - Adams - Bacarra - Badoc - Bangui - Banna - Burgos - Carasi | - Currimao - Dingras - Dumalneg - Marcos - Nueva Era - Pagudpud - Paoay | - Pasuquin - Piddig - Pinili - San Nicolas - Sarrat - Solsona - Vintar |

## Economia
Pesca e agricoltura (frumento, riso, legumi, tabacco, ortaggi e frutta) sono le attività che occupano la maggior parte della popolazione. Ci sono anche industrie legate alla prima trasformazione/lavorazione dei prodotti alimentari e del legno.
Nell'Ilocos Norte è stata realizzata la prima centrale eolica delle Filippine che assicura una produzione di energia elettrica annua di circa 75 gigawattora.